# Ugo Tison
 (juillet 2025).

a Compétitions nationales et continentales officielles uniquement.

b Matchs officiels uniquement.
Ugo Tison, né le 7 juillet 2001 à Perpignan, est un joueur de rugby à XIII français évoluant au poste de demi d'ouverture.
Il dispute ses premières rencontres avec  Saint-Estève XIII Catalan en Championnat de France lors de la saison 2020-2021. Il joue sa première rencontre en Super League le 2 septembre 2022 avec les Dragons Catalans contre Wigan où une dizaine de jeunes français y font leurs débuts.

## Palmarès

### Détails en sélection
| 1. | 29 avril 2023     | Angleterre     | 0-64  | Test-match | Remplaçant       | - | - | - | - |
| 2. | 24 septembre 2023 | Serbie         | 78-10 | Test-match | Talonneur        | - | - | - | - |
| 3. | 26 novembre 2024  | Pays de Galles | 48-6  | Qualif. CM | Demi d'ouverture | - | - | - | - |

### En club
| Saison    | Club                      | Compétition           | Matchs | Points | Essais | Buts | Drop |
| --------- | ------------------------- | --------------------- | ------ | ------ | ------ | ---- | ---- |
| 2020-2021 | Saint-Estève XIII Catalan | Championnat de France | 4      | 10     | -      | 5    | -    |
| 2021-2022 | Saint-Estève XIII Catalan | Championnat de France | 16     | 24     | 6      | -    | -    |
| 2022      | Dragons Catalans          | Super League          | 1      | -      | -      | -    | -    |
| 2023      | Dragons Catalans          | Super League          | 2      | -      | -      | -    | -    |
| 2024      | Dragons Catalans          | Super League          | 1      | -      | -      | -    | -    |
| 2024      | London Broncos            | Super League          | 4      | -      | -      | -    | -    |